# Liste der Baudenkmäler in Rattiszell

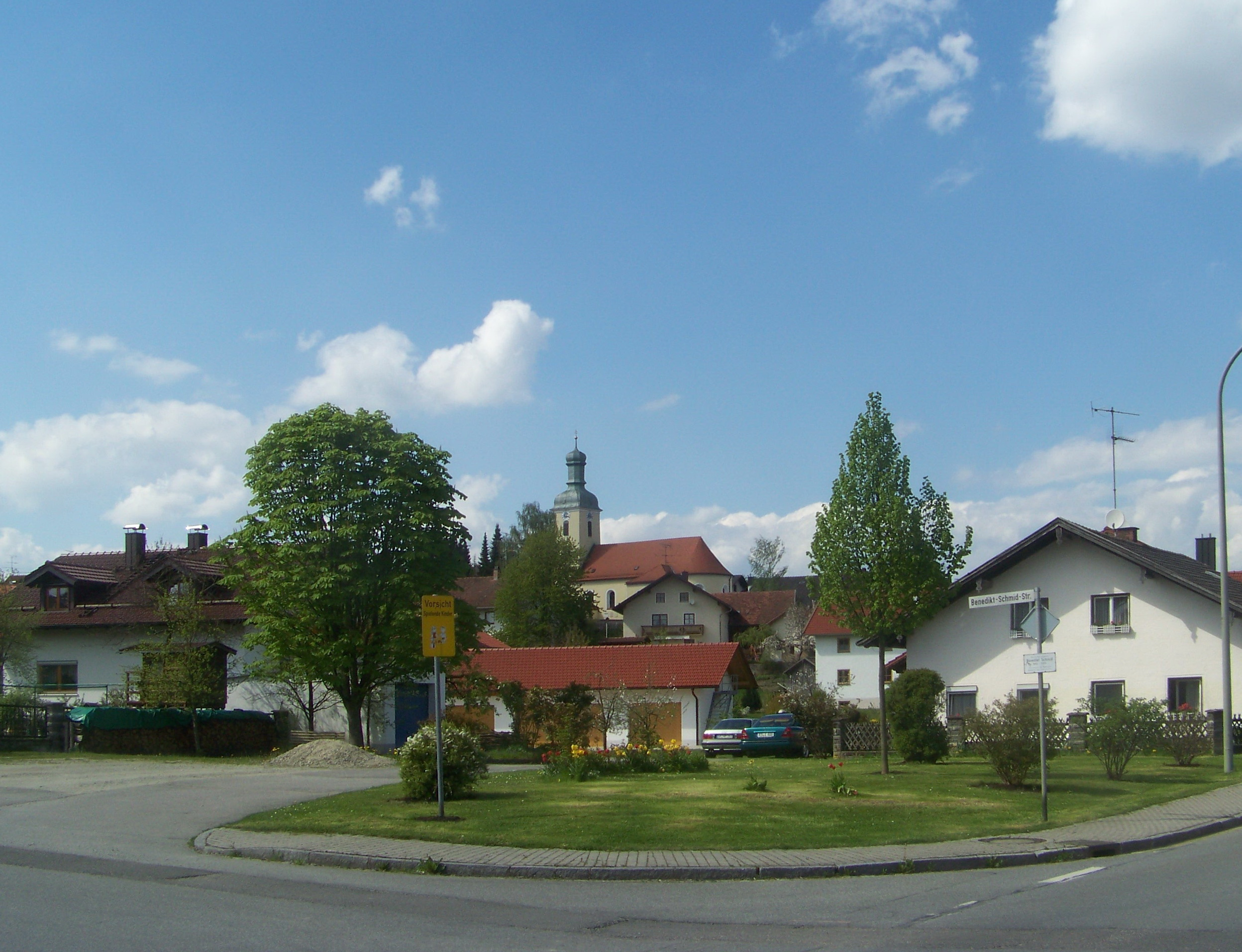
Ortsansicht von Rattiszell

Auf dieser Seite sind die Baudenkmäler in der niederbayerischen Gemeinde Rattiszell zusammengestellt. Diese Tabelle ist eine Teilliste der Liste der Baudenkmäler in Bayern. Grundlage ist die Bayerische Denkmalliste, die auf Basis des Bayerischen Denkmalschutzgesetzes vom 1. Oktober 1973 erstmals erstellt wurde und seither durch das Bayerische Landesamt für Denkmalpflege geführt wird. Die folgenden Angaben ersetzen nicht die rechtsverbindliche Auskunft der Denkmalschutzbehörde.

## Baudenkmäler nach Ortsteilen

### Rattiszell
| Lage                     | Objekt                                 | Beschreibung                                                                                           | Akten-Nr.    | Bild           |
| ------------------------ | -------------------------------------- | --- | ------------ | -------------- |
| Kirchstraße 3 (Standort) | Katholische Pfarrkirche Sankt Benedikt | Bau von 1697, Turmunterbau spätgotisch, mit Ausstattung, Friedhofskapelle, nachmittelalterlich.        | D-2-78-179-2 | weitere Bilder |
| Kirchstraße 5 (Standort) | Ehemaliges Pfarrhaus                   | zweigeschossiger, offener Blockbau, 1716, Dach später, der Wirtschaftsteil unter gleichem Dach massiv. | D-2-78-179-1 | BW             |

### Bühl
| Lage               | Objekt        | Beschreibung | Akten-Nr.    | Bild |
| ------------------ | ------------- | --- | ------------ | ---- |
| Bühl 2 (Standort)  | Waldlerhaus   | Wohnstallbau, Giebel und Kniestock in Blockbau, Giebelschrot mit geschnitzter Mittelsäule, Anfang 19. Jahrhundert | D-2-78-179-7 | BW   |
| Bühl 7 (Standort)  | Wohnstallhaus | eineinhalbgadiger Blockbau mit leicht erhöhtem Flachsatteldach, 1. Hälfte 17. Jahrhundert                         | D-2-78-179-5 | BW   |
| in Bühl (Standort) | Wegkreuz      | Kruzifix mit Schmerzhafter Muttergottes, barock                                                                   | D-2-78-179-9 | BW   |

### Euersdorf
| Lage                           | Objekt             | Beschreibung                                                                        | Akten-Nr.     | Bild |
| ------------------------------ | ------------------ | ----------------------------------------------------------------------------------- | ------------- | ---- |
| Pfahlweg 9 (Standort)          | Kleiner Einzelhof  | eineinhalbgeschossiger Blockbau mit verschaltem Vordach, 2. Viertel 19. Jahrhundert | D-2-78-179-21 | BW   |
| Von-Eicher-Straße 5 (Standort) | Ehemals Bauernhaus | offener Blockbau, 18. Jahrhundert, erneuert.                                        | D-2-78-179-14 | BW   |

### Erpfenzell
| Lage                    | Objekt                 | Beschreibung                                                             | Akten-Nr.     | Bild           |
| ----------------------- | ---------------------- | ------------------------------------------------------------------------ | ------------- | -------------- |
| Erpfenzell 1 (Standort) | Kapelle                | des mittleren 19. Jahrhunderts, mit Ausstattung, beim östlichen Hof.     | D-2-78-179-12 | BW             |
| Erpfenzell 3 (Standort) | Schlichter Kapellenbau | der 1. Hälfte 18. Jahrhundert, mit Ausstattung, südwestlich am Waldrand. | D-2-78-179-13 | weitere Bilder |

### Gschwellhof
| Lage                     | Objekt    | Beschreibung | Akten-Nr.     | Bild |
| ------------------------ | --------- | --- | ------------- | ---- |
| Gschwellhof 1 (Standort) | Einzelhof | Hauptbau mit Putzgliederung und Flachdach, 2. Viertel 19. Jahrhundert, stattlicher Traidkasten, zweigeschossiger Blockbau mit Steildach, 2. Hälfte 17. Jahrhundert, Kapelle, 19. Jahrhundert, neben dem Hoftor angebaut. | D-2-78-179-17 | BW   |

### Haunkenzell
| Lage                       | Objekt                                | Beschreibung                                                                                           | Akten-Nr.     | Bild           |
| -------------------------- | ------------------------------------- | --- | ------------- | -------------- |
| Hofmarkstraße 1 (Standort) | Katholische Filialkirche Sankt Martin | um 1740, mit Ausstattung.                                                                              | D-2-78-179-18 | weitere Bilder |
| Hofmarkstraße 9 (Standort) | Ehemals Schloss                       | hakenförmiger Bau, Rest einer Vierflügelanlage, mit Walmdach, Torturm und Eckturm, 16.–18. Jahrhundert | D-2-78-179-19 | weitere Bilder |
| Steinkreuz (Standort)      | Steinkreuz                            | wohl noch 15. Jahrhundert, ostwärts der Kirche.                                                        | D-2-78-179-22 | Steinkreuz     |

### Herrnfehlburg
| Lage                         | Objekt                                | Beschreibung | Akten-Nr.     | Bild           |
| ---------------------------- | ------------------------------------- | --- | ------------- | -------------- |
| Burgstraße 2 (Standort)      | Ehemaliges Schloss                    | jetzt Gasthaus, zweigeschossiger barocker Bau mit hohem Walmdach, Ostflügel mit Satteldach an die Kirche angeschlossen, im Kern wohl spätmittelalterlich, großer Gutshof, Wirtschaftsgebäude, z. T. in Blockbau, 18./19. Jahrhundert | D-2-78-179-26 | weitere Bilder |
| Burgstraße 4 (Standort)      | Katholische Filialkirche Sankt Thomas | davor Schlosskapelle, mit dem Schloss baulich verbunden, Langhaus im Kern 14./15. Jahrhundert, Chor und Sakristei barock, auf der Südseite hölzerne Galerie mit Altar, mit Ausstattung.                                              | D-2-78-179-23 | weitere Bilder |
| Burgstraße 8 (Standort)      | Wohnstallhaus                         | eineinhalbgeschossig, Kniestock und Giebel in Blockbau, profilierte Büge, bezeichnet 1781. | D-2-78-179-28 | Wohnstallhaus  |
| Stubenhofer Weg 7 (Standort) | Wohnstallhaus                         | mit Blockbau-Obergeschoss und zwei kurzen Giebelschroten, 1. Drittel 19. Jahrhundert | D-2-78-179-25 | BW             |

### Hüttenzell
| Lage                    | Objekt                       | Beschreibung                                                                                          | Akten-Nr.     | Bild |
| ----------------------- | ---------------------------- | --- | ------------- | ---- |
| Hüttenzell 5 (Standort) | Zugehöriger Traidkasten      | geständert mit Steilsatteldach, bezeichnet 1855, hierher transferiert von Thurasdorf, Gde. Haselbach. | D-2-78-179-42 | BW   |
| Hüttenzell 8 (Standort) | Wohnteil eines Waldlerhauses | in Blockbau, 2. Hälfte 18. Jahrhundert                                                                | D-2-78-179-29 | BW   |

### Jubelheim
| Lage                      | Objekt  | Beschreibung                                | Akten-Nr.     | Bild |
| ------------------------- | ------- | ------------------------------------------- | ------------- | ---- |
| bei Spormühl 9 (Standort) | Kapelle | 1. Hälfte 19. Jahrhundert, mit Ausstattung. | D-2-78-179-30 | BW   |

### Limpflbach
| Lage                    | Objekt      | Beschreibung | Akten-Nr.     | Bild |
| ----------------------- | ----------- | --- | ------------- | ---- |
| Limpflbach 1 (Standort) | Waldlerhaus | eineinhalbgeschossiger Blockbau, Ende 18. Jahrhundert, geständerter Traidkasten, 1. Hälfte 19. Jahrhundert, zugehörig zu Dreiseithof. | D-2-78-179-31 | BW   |

### Machtenhof
| Lage                      | Objekt              | Beschreibung                            | Akten-Nr.     | Bild |
| ------------------------- | ------------------- | --------------------------------------- | ------------- | ---- |
| Bei Machtenhof (Standort) | Kleiner Kapellenbau | mit Walmdach, 2. Hälfte 18. Jahrhundert | D-2-78-179-32 | BW   |

### Maiszell
| Lage                  | Objekt                           | Beschreibung                              | Akten-Nr.     | Bild |
| --------------------- | -------------------------------- | ----------------------------------------- | ------------- | ---- |
| Maiszell 1 (Standort) | Zugehöriger Blockbau-Traidkasten | mit Steildach, 1. Drittel 19. Jahrhundert | D-2-78-179-33 | BW   |

### Neundling
| Lage                   | Objekt                  | Beschreibung                                                       | Akten-Nr.     | Bild |
| ---------------------- | ----------------------- | ------------------------------------------------------------------ | ------------- | ---- |
| Neundling 4 (Standort) | Zugehöriger Traidkasten | mit Blockbau-Obergeschoss und Halbwalm, 2. Viertel 19. Jahrhundert | D-2-78-179-34 | BW   |

### Niedereier
| Lage                    | Objekt                    | Beschreibung                                                | Akten-Nr.     | Bild                      |
| ----------------------- | ------------------------- | ----------------------------------------------------------- | ------------- | ------------------------- |
| Niedereier 1 (Standort) | Stattliches Wohnstallhaus | über dem Stall offene Blockwand, 2. Viertel 19. Jahrhundert | D-2-78-179-35 | Stattliches Wohnstallhaus |

### Pilgramsberg
| Lage                      | Objekt                            | Beschreibung                                                                                                 | Akten-Nr.     | Bild           |
| ------------------------- | --------------------------------- | --- | ------------- | -------------- |
| Bachweg 1 (Standort)      | Ehemals Bauernhaus                | stattlicher Obergeschoss-Blockbau, Anfang 19. Jahrhundert                                                    | D-2-78-179-36 | BW             |
| Dorfanger 2 (Standort)    | Geständerter Traidkasten          | Hierzu geständerter Traidkasten, Anfang 19. Jahrhundert, Stadel z. T. in Blockbau, 1. Hälfte 19. Jahrhundert | D-2-78-179-37 | BW             |
| Hauptstraße 14 (Standort) | Wohnstallhaus                     | mit Blockbau-Obergeschoss, Kern 1. Hälfte 19. Jahrhundert                                                    | D-2-78-179-38 | BW             |
| Kirchenberg (Standort)    | Kreuzweg                          | aus Granitstelen, Stationsbilder auf Kupferblech gemalt, um 1910                                             | D-2-78-179-43 | weitere Bilder |
| Kirchenberg 3 (Standort)  | Kath. Wallfahrtskirche St. Ursula | kleiner Bau des späten 17. Jh. über älterem Kern, 1905 erweitert; mit Ausstattung.                           | D-2-78-179-39 | weitere Bilder |

### Wäscherzell
| Lage                 | Objekt  | Beschreibung                                          | Akten-Nr.     | Bild    |
| -------------------- | ------- | ----------------------------------------------------- | ------------- | ------- |
| Bildstock (Standort) | Pfeiler | 17./18. Jahrhundert, an der Straße nach Pilgramsberg. | D-2-78-179-40 | Pfeiler |

### Zisterhof
| Lage                 | Objekt            | Beschreibung               | Akten-Nr.     | Bild           |
| -------------------- | ----------------- | -------------------------- | ------------- | -------------- |
| Zisterhof (Standort) | Kleiner Kapellbau | errichtet 1860, Turm 1872. | D-2-78-179-41 | weitere Bilder |

## Ehemalige Baudenkmäler
In diesem Abschnitt sind Objekte aufgeführt, die früher einmal in der Denkmalliste eingetragen waren, jetzt aber nicht mehr. Objekte, die in anderem Zusammenhang also z. B. als Teil eines Baudenkmals weiter eingetragen sind, sollen hier nicht aufgeführt werden. Aktennummern in diesem Abschnitt sind ehemalige, jetzt nicht mehr gültige Aktennummern.

| Lage                               | Objekt                 | Beschreibung                                                                         | Akten-Nr.     | Bild |
| ---------------------------------- | ---------------------- | ------------------------------------------------------------------------------------ | ------------- | ---- |
| Eggerszell Bergstraße 9 (Standort) | Bäuerliche Hausmalerei | Heiligendarstellungen, wohl 1. Hälfte 19. Jahrhundert, erneuert 1898, am Bauernhaus. | D-2-78-179-11 | BW   |